# アントニオ・バリオス
アントニオ・バリオス・セオアネ（Antonio Barrios Seoane、1910年5月21日 - 2002年8月19日）は、スペイン・バスク州ゲチョ出身の元サッカー選手、元サッカー指導者。現役時代のポジションはFW。

## 略歴
およそ11シーズンのプロ選手としてのキャリアを終えた後は、18年もの間スペイン国内の多くのクラブを監督として率いた。1946-47シーズンに当時36歳で選手時代の古巣レアル・バリャドリードの監督に就任し、いきなりセグンダ・ディビシオンへの昇格を果たすと、セグンダ1年目となる1947-48シーズンは今度はプリメーラ・ディビシオン昇格にクラブを導いた。その後は主にプリメーラやセグンダのクラブを率いてキャリアを築き、1962-63シーズンには監督キャリアで初めて国際大会の舞台をセビージャFCで戦ったが、1回戦でレンジャーズFCに敗れた。1964-65シーズンにはアスレティック・ビルバオでインターシティーズ・フェアーズカップに挑戦したが、ベスト8でフェレンツヴァーロシュTCに敗れている。
1973-74シーズンのCAオサスナをもって監督業からは引退したが、プリメーラとセグンダ通算で642試合を指揮し、280勝144分218敗という成績を残した。

## タイトル

### 監督
バジャドリード
- セグンダ・ディビシオン : 1回 (1947-48)

CDマラガ
- セグンダ・ディビシオン : 1回 (1951-52)

レアル・ベティス
- セグンダ・ディビシオン : 2回 (1957-58, 1970-71)